# W 49

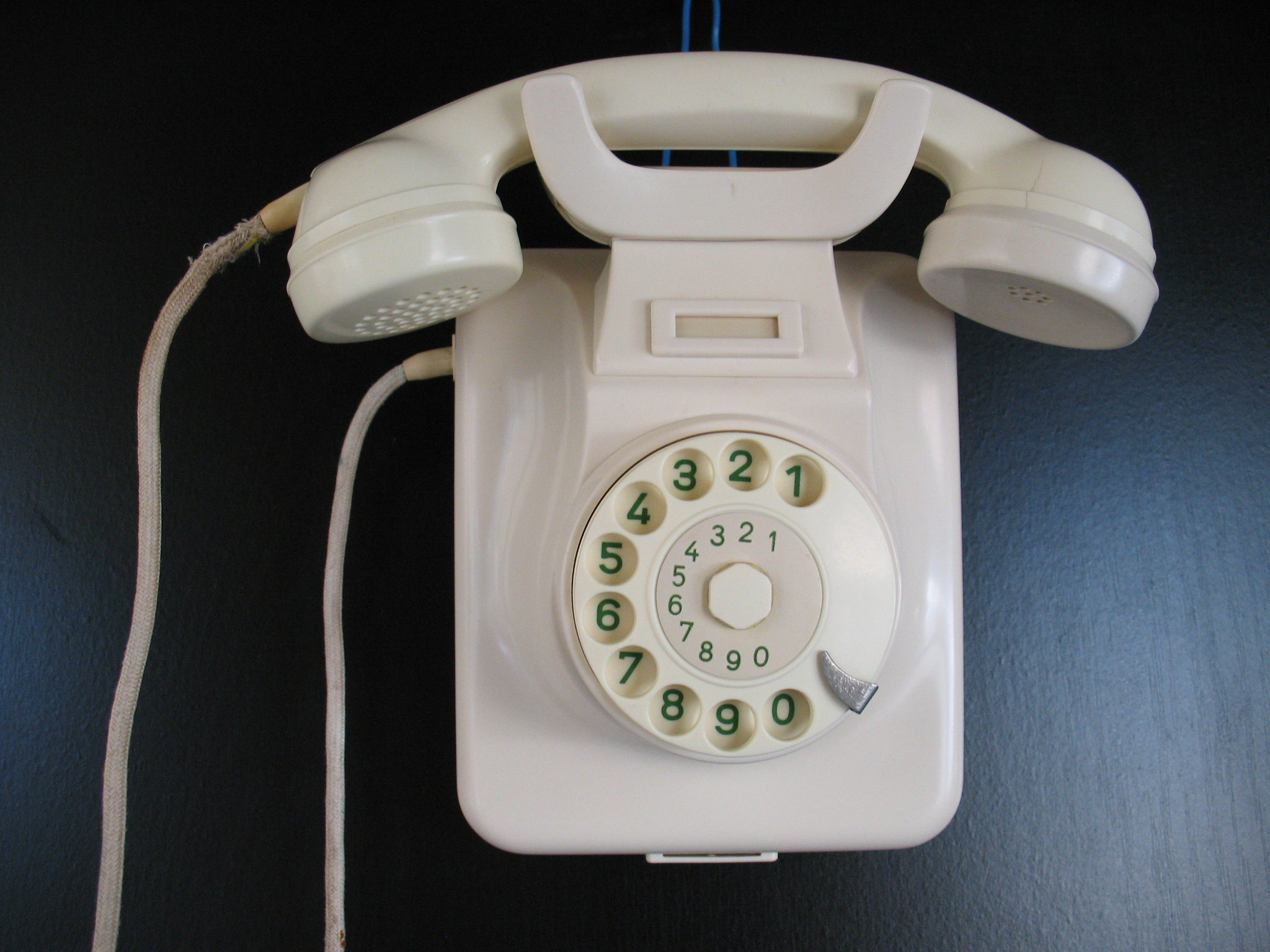
Ein W 49 als Wandtelefon aus elfenbeinfarbenem Bakelit, Baujahr 1961

Der Tisch-/Wandwählfernsprecher W 49, Bezeichnung „Ti-Wa W 49“, ist ein analoger Fernsprecher, der ab 1949 von der Hanseatischen Apparatebau-Gesellschaft Neufeldt & Kuhnke (Hagenuk) in Kiel für die Deutsche Post in den westlichen Besatzungszonen und ab 1950 für die Deutsche Bundespost entwickelt und gefertigt wurde.
Gebaut wurde der W 49 ausschließlich von Hagenuk. 1967 wurde der W 49 von dem neu entwickelten Fernsprechwandapparat „FeWAp 61“ abgelöst. Wie alle Fernsprecher dieser Zeit arbeitet der W 49 mit dem Impulswahlverfahren für die automatische Telefonvermittlung.

## Gehäuse

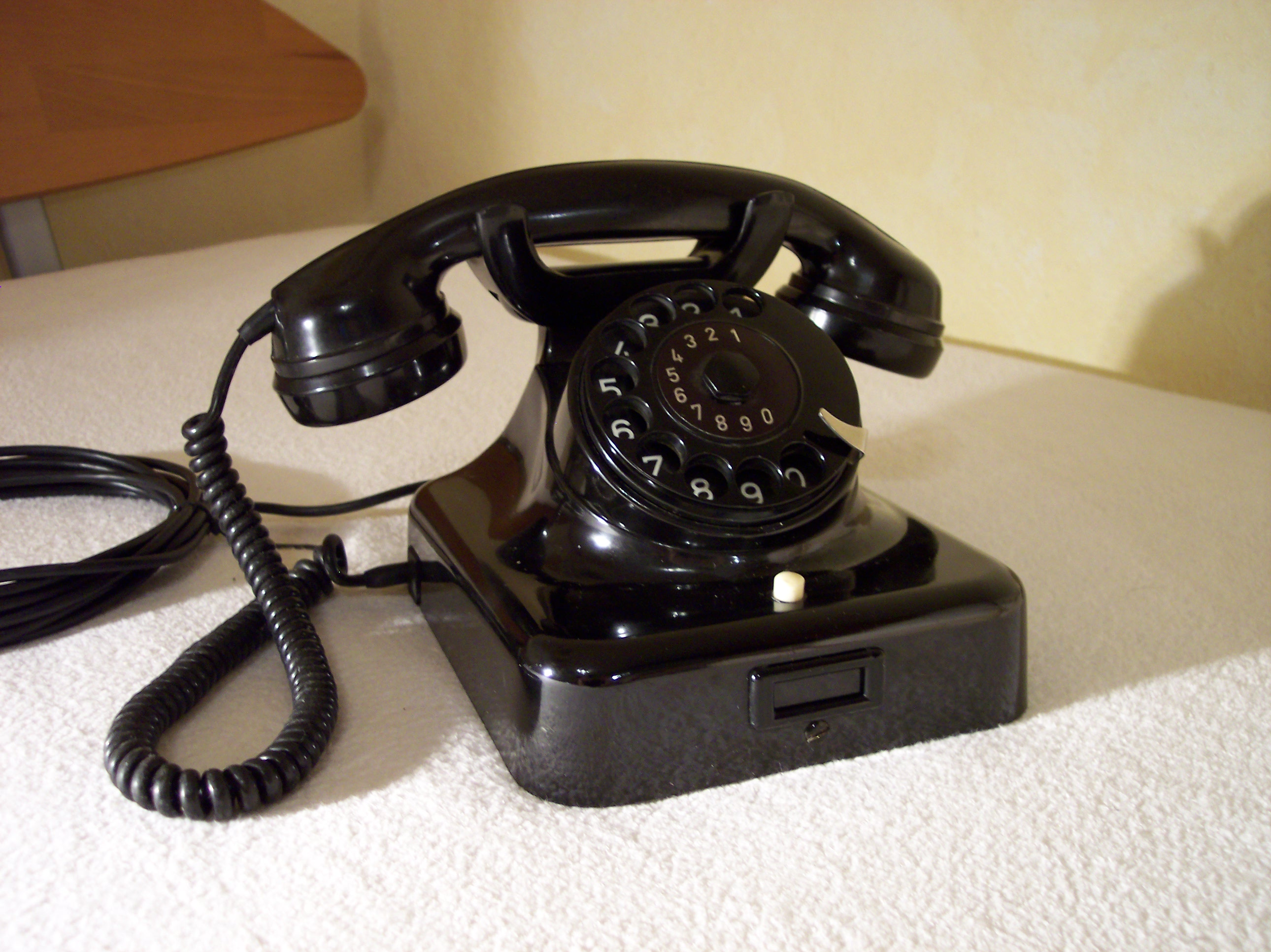
W 49 als Tischapparat mit Erdtaste

Das Besondere an dem W 49 ist, dass es sowohl als Tischapparat wie auch als Wandapparat genutzt werden kann. Für den Umbau von Tisch- zum Wandapparat werden die Gabel und das Nummerschaltergehäuse um 180° umgesetzt. Als Wandapparat wird der W49 mit seiner stabilen Metall-Grundplatte in einem speziellen Halter an der Wand befestigt.
Wenn der W 49 als Tischgerät zusammengeschraubt ist, unterscheidet er sich auf den ersten Blick kaum vom W 48. Der Telefonhörer, die Gabel, der Nummernschalter (NrS 38) sowie das elektromechanische Innenleben sind bis auf den etwas anders konstruierten Gabelumschalter baugleich. Allerdings verfügt die Grundplatte des W 49 über drei weitere Löcher, zwei für die Wandhalterung und eines für die Kabeldurchführung.
Auch die Halterung zur Aufnahme des Klemmbretts, der Zuleitung, des Telefonhörerkabels sowie der zwei Gehäuseschrauben, musste wegen der Umbaufähigkeit des Apparates im Vergleich zum W 48 gekürzt werden. Ein weiter Unterschied zum W 48 ist, dass das Schilderrähmchen für die Rufnummer zweimal vorhanden ist. Eines ist an der Stirnseite des Gehäuses und eines unterhalb des Gabelträgers angebracht.
Da die Deutsche Bundespost der Konstruktion des W 49 skeptisch gegenüberstand, wurden nur wenige Produktionsaufträge zum Bau an Hagenuk vergeben. Da dieser aus dem zwar sehr harten, aber spröden und bruchempfindlichen duroplastischen Kunststoff Bakelit besteht, gingen viele Exemplare durch nachlässigen Umgang sehr schnell kaputt oder wurden stark beschädigt. Der W 49 war ein Apparat, der eher in Werkstätten oder im Gewerberäumen eingesetzt wurde, also seinen Dienst oft in schmutziger, staubiger Umgebung verrichtete. Aus all diesen Gründen ist dieses Telefon heute seltener zu finden als andere Modelle dieser Zeit.

## Farben und Varianten

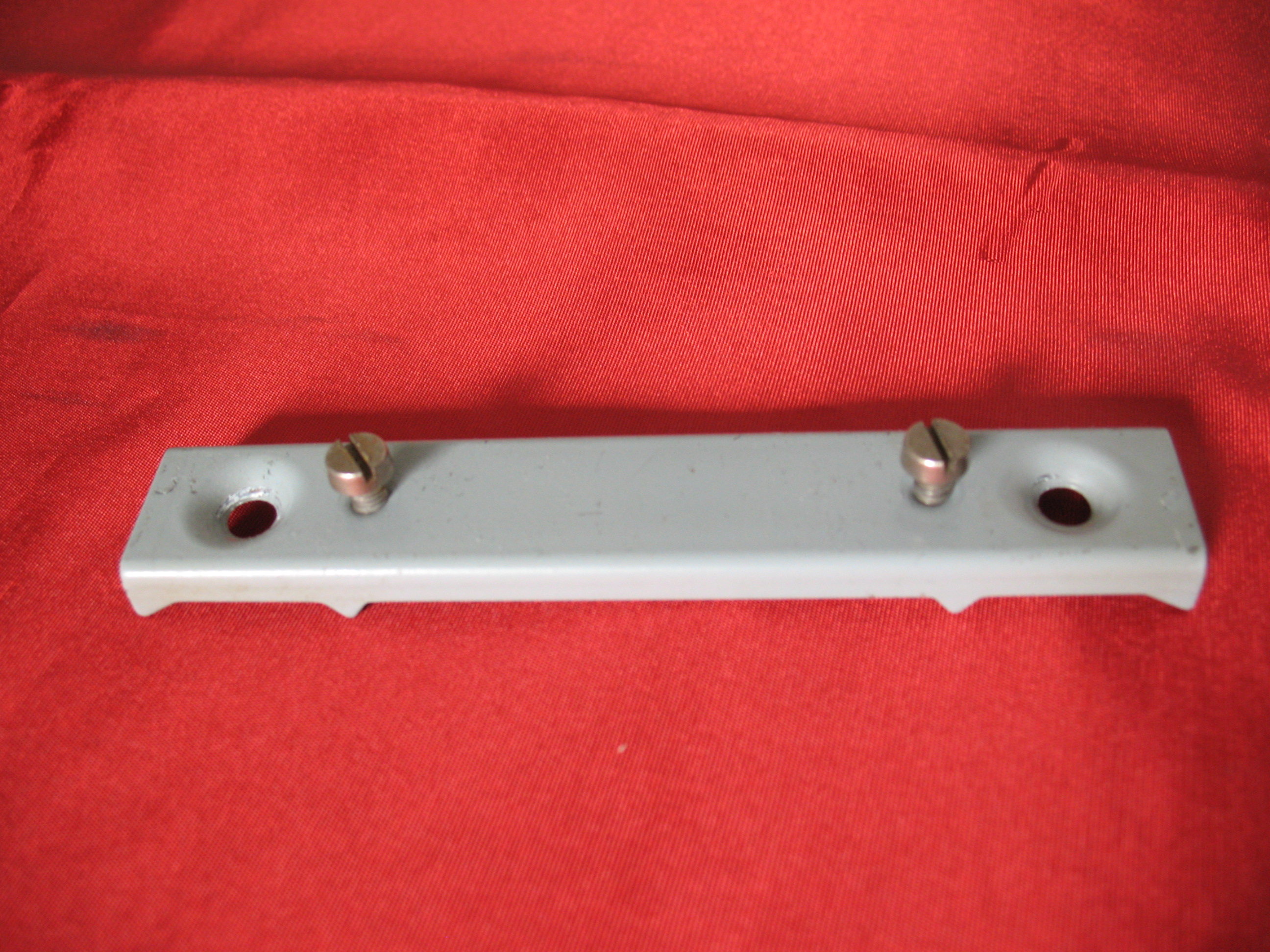
Wandhalterung für einen W 49

Der W 49 wurde wie auch schon der W 48 und der W 38 aus schwarzem oder elfenbeinfarbenem Bakelit gefertigt. Sehr selten gibt es ihn auch in anderen Farben wie Grau oder Dunkelrot, wobei die Gehäuseteile sowie der Handapparat aus Melaminharz und nicht aus Bakelit hergestellt wurden.
Das verwendete Bakelit der elfenbeinfarbenen Apparate war – im Gegensatz zum schwarzen Bakelit – nicht sehr lichtbeständig und auch bruchempfindlicher, weshalb viele elfenbeinfarbene Apparate im Laufe der Zeit schnell beschädigt wurden und auch fast schneeweiß ausgeblichen sind. Da die Herstellung von elfenbeinfarbenem Duroplast aufwendiger und teurer war, galten diese Geräte als Statussymbol. Von der Post wurden sie nur gegen höhere Gebühren bereitgestellt. Eine andere (nicht umbaubare) Wandapparatvariante ist der Wandapparat W 51 („Hirschkäfer“). Dieser ist sowohl optisch als auch technisch fast baugleich mit dem „W 48-Wand“ und dessen direktem Vorgänger, dem „W 38-Wand“.
Wie die meisten Wählapparate gab es auch den W 49 in verschiedenen technischen Varianten; neben der Standardausführung wurde er auch mit Erdtaste, umschaltbaren Schauzeichen, umschaltbarem Wecker oder auch in einer Ausführung für eine A2-Schaltung hergestellt.
| Abkürzung    | Bedeutung                                                      |
| ------------ | -------------------------------------------------------------- |
| W 49         | Standard-Ausführung                                            |
| W 49 mT      | mit Erd-/Flackertaste                                          |
| W 49a        | A2-Schaltung                                                   |
| W 49a mT     | A2-Schaltung und Erd-/Flackertaste                             |
| W 49a Sz     | A2-Schaltung und umschaltbares Schauzeichen                    |
| W 49a uSz mT | A2-Schaltung, umschaltbares Schauzeichen und Erd-/Flackertaste |